# Хамаґурі
Хамаґурі (Meretrix lusoria; яп. 蛤, はまぐり) — вид двустулкових молюсків роду Хамаґурі (Meretrix) родини венерок (Veneridae). Використовується в харчовій промисловості східноазійських країн.